# Paratheocris obliqua
Paratheocris obliqua är en skalbaggsart som först beskrevs av Karl Jordan 1903.
Paratheocris obliqua ingår i släktet Paratheocris och familjen långhorningar. Artens utbredningsområde är Gabon. Inga underarter finns listade i Catalogue of Life.